# Lifago
Lifago là một chi thực vật có hoa trong họ Cúc (Asteraceae).

## Loài
Chi Lifago gồm các loài: